# Canton (Missouri)
Canton és una població dels Estats Units a l'estat de Missouri. Segons el cens del 2000 tenia 2.557 habitants.

## Demografia
Segons el cens del 2000, Canton tenia 2.557 habitants, 884 habitatges, i 536 famílies. La densitat de població era de 431,1 habitants per km².
Dels 884 habitatges en un 31,2% hi vivien nens de menys de 18 anys, en un 45,7% hi vivien parelles casades, en un 12,4% dones solteres, i en un 39,3% no eren unitats familiars. En el 35,1% dels habitatges hi vivien persones soles el 17,3% de les quals corresponia a persones de 65 anys o més que vivien soles. El nombre mitjà de persones vivint en cada habitatge era de 2,28 i el nombre mitjà de persones que vivien en cada família era de 2,96.
Per edats la població es repartia de la següent manera: un 21,5% tenia menys de 18 anys, un 27,5% entre 18 i 24, un 21,4% entre 25 i 44, un 15,5% de 45 a 60 i un 14,1% 65 anys o més.
L'edat mediana era de 26 anys. Per cada 100 dones de 18 o més anys hi havia 83,5 homes.
La renda mediana per habitatge era de 26.983 $ i la renda mediana per família de 34.444 $. Els homes tenien una renda mediana de 26.573 $ mentre que les dones 19.519 $. La renda per capita de la població era de 14.663 $. Entorn del 10,5% de les famílies i el 16,8% de la població estaven per davall del llindar de pobresa.

## Poblacions més properes
El següent diagrama mostra les poblacions més properes.